# Abdulah Skaka

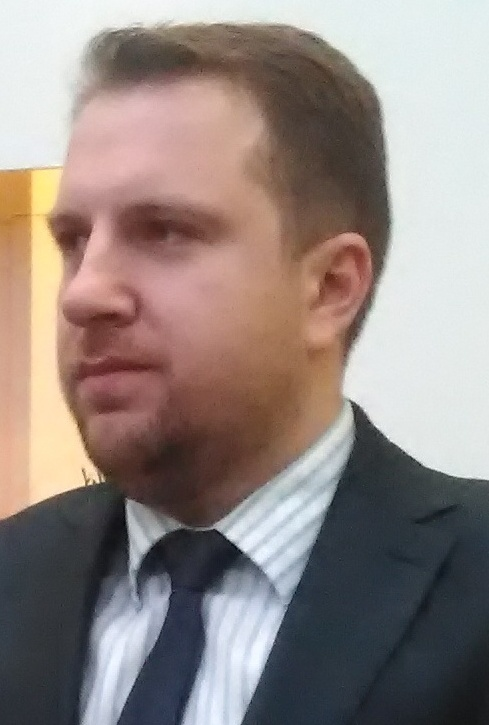
Abdulah Skaka, 2017

Abdulah Skaka (* 5. Dezember 1983 in Sarajevo) ist ein bosnischer Politiker (SDA), der von 2017 bis 2021 Bürgermeister von Sarajevo war.

## Leben
Skaka besuchte sowohl die Grundschule als auch die weiterführende Schule in Sarajevo. Es folgte ein Studium an der Fakultät für Management und Betriebswirtschaft der Universität Travnik. An der Universität Sarajevo erwarb er 2016 einen Master an der wirtschaftswissenschaftlichen Fakultät. Während des Studiums gründete er die Werbeagentur Sky Media. Er ist verheiratet und Vater einer Tochter und eines Sohns.

## Politische Karriere
Er trat der Partei der demokratischen Aktion (SDA) bei. Im Jahr 2012 kandidierte er zunächst erfolglos für das Amt des Bürgermeisters der Altstadt von Sarajevo. 2015 wurde er dort jedoch zum stellvertretenden Bürgermeister gewählt. Zugleich übergab er die Werbeagentur an seinen Bruder. Es folgte seine Wahl in den Gemeinderat der Altstadt. Am 6. Februar 2017 wurde er mit nur 33 Jahren zum bisher jüngsten Bürgermeister Sarajevos gewählt.
Im Februar 2020 wurde bekannt, dass entscheidende Stimmen bei der Bürgermeisterwahl im Gemeinderat gekauft worden waren. Nach dem Sieg der Opposition bei den Kommunalwahlen im November 2020 wählte der Gemeinderat am 8. April 2021 Benjamina Karić (SDP) zu Skakas Nachfolgerin. Der zuvor einstimmig gewählte Bogić Bogićević hatte seine Wahl nicht angenommen. Seit 2022 Botschafter in Katar.
Zu den während Skakas Amtszeit verwirklichten öffentlichkeitswirksamen Prestigeprojekten gehörte die Wiederinbetriebnahme der Trebević-Seilbahn.